# Livoberežna
Livoberežna (ukrajinsky Лівобережна, doslovný překlad Levobřežní), někdy také Troješčynsko-Osokorkska bude patá linka, která se bude nacházet v Kyjevě na Ukrajině. 
Linka se bude nacházet na levém břehu Dněpru a povede z severu na jih, bude mít tři přestupní stanice Prospekt Bažana, Brovarský prospekt a Prospekt Sobornosti. Linka nahradí Levobřežní tramvajovou linku.
Zatím je projekt zastaven, v plánech se už s linkou nepočítá, i když se v roce 2021 se vyhradilo na linku 50 milionů UAH.

## Stanice
- Vulicja Miloslavska
- Vulicja Cvjetajevoji
- Vulicja Saburova
- Vulicja Drajzera
- Vulicja Kaštanova
- Prospekt Vatutina
- Horodňa
- Dniprovska
- Brovarskyj prospekt → Livoberežna (M1)
- Prospekt Sobornosti  → Kyjivska Rusanivka (M6)
- Berezňaky
- Zdolbunivska
- Vulicja Anny Achmatovoji
- Prospekt Bažana → Pozňaky (M3)
- Vulicja Kolektorna
- Osokorky-Centr
- Osokorky-Pivdenni